# فليكس سيسوماغا
فليكس سيسوماغا يوغارتي (بالإسبانية: Félix Sesúmaga)‏، من مواليد 12 أكتوبر 1898 في ليخونا في فيزكايا، وهو لاعب كرة قدم إسباني.
و لعب لنادي أريناس كلوب دي غيتسو ونادي برشلونة ورايسينغ دي ساما دي لانغريو ونادي أثلتك بلباو وأريناس كلوب دي غيتسو، وقد لعب لمنتخب إسبانيا لكرة القدم، وقد فاز بكأس الملك ثلاثة مرات، مع ثلاثة أندية مختلفة، وقد شارك مع منتخب إسبانيا لكرة القدم في الألعاب الأولمبية في عام 1920.

## روابط خارجية
- فليكس سيسوماغا على موقع الاتحاد الدولي (مؤرشف)  (الإنجليزية)
- فليكس سيسوماغا على موقع قاعدة بيانات كرة القدم.إي يو (الإنجليزية)
- فليكس سيسوماغا على موقع ناشيونال فوتبول تيمز (الإنجليزية)
- فليكس سيسوماغا على موقع أوليمبيديا (الإنجليزية)